# امامزاده سرآب
امامزاده بزرگ سرآب یکی از بناهای مذهبی ایران متعلق به دوره صفویه است که در استان آذربایجان شرقی در شهر سرآب قرار گرفته است.